# 张德元
张德元（1963年2月—），安徽舒城人，中国三农问题研究专家，安徽大学教授。

## 生平
1985年毕业于安徽师范大学数学系。曾先后任教于安徽省六安第二中学、安徽省财政学校。2000年调入安徽大学，现任安徽大学中国三农问题研究中心主任，安徽大学农村改革与经济社会发展研究院执行院长。
2021年12月，获聘为安徽省人民政府参事。

## 学术贡献
主要从事当代中国农村经济和农村社会问题研究。主持国家社科基金重点项目等课题多项，发表论文、调研报告100余篇。

## 社会兼职
教育部农林经济管理类教学指导委员会委员，安徽省农村社会学研究会会长，《农业经济学刊》、《乡村振兴前沿报告》、《安徽农村发展报告》主编。

## 荣誉
2014年获全国模范教师称号，2015年获全国先进工作者称号，2019年获建国七十周年纪念奖章。